# Asahi Glass
Asahi Glass Co., Ltd. (旭硝子株式会社?, Asahi Garasu Kabushiki-gaisha) (TYO: 5201) è un'industria giapponese. È una delle aziende di spicco del gruppo Mitsubishi.
Fondata nel 1907 da Toshiya Iwasaki, il secondo figlio del secondo presidente della Mitsubishi Corporation, fu il primo produttore giapponese di lastre di vetro. Oggi Asahi Glass Co. è uno dei più grandi produttori di lastre di vetro al mondo e, possedendo gli stabilimenti della Glaverbel in Europa e quelli della AFG Industries in Nordamerica, influenza molto l'industria del vetro.

## Settori
I suoi principali settori produttivi sono:
- vetri automobilistici e materiali industriali;
- biotecnologie;
- prodotti chimici
  - tra i prodotti chimici Asahi produce membrane in fluoropolimero, tra cui lamine in ETFE, note per essere state usate per il rivestimento esterno dell'Allianz Arena, la più grande struttura rivestita di ETFE;
- vetri per schermi;
- prodotti e materiali elettronici;
- vetri piatti e materiali per costruzioni;
- vetri per ottica e telecomunicazioni.

## Sussidiarie ed affiliate
- AGC Chemicals Americas, Inc.
- Asahi Fiber Glass Co., Ltd.
- Asahi Techno Glass Corp.
- Ise Chemical Industries Co., Ltd.
- Optrex Corp.
- Asahi Glass Foundation
- Glaverbel, ora AGC Glass Europe

In Italia la A.G.C. flat glass Italia S.r.l. produce nello stabilimento di Cuneo -sede degli HQ italiani- e la AGC AUtomotive Italia S.r.l. opera a Roccasecca (FR).